# Locate di Triulzi
Locate di Triulzi är en ort och kommun i storstadsregionen Milano, innan 31 december 2014 i provinsen Milano, i regionen Lombardiet i Italien. Kommunen hade 10 269 invånare (2018).